# Ferocactus echidne
Ferocactus echidne es una especie de la familia de las cactáceas. Es originaria de Norteamérica.

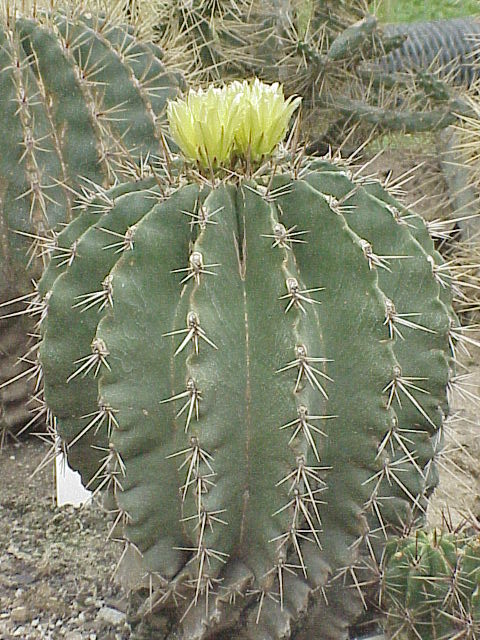
En flor

## Descripción
Se trata de una planta que crece individualmente, con tallos planos o cilíndricos, de color mate a gris-verde y alcanzan alturas de hasta 35 centímetros (y más) y tienen un diámetro de hasta 20 cm (y más). Tiene alrededor de 13 afiladas costillas con finas espinas de color ámbar que son aciculares y suaves. La espina central tiene hasta 5 cm de largo y las siete a nueve espinas radiales son más cortas. Las flores tienen forma de embudo, son de color amarillo o rojo y aparecen en el ápice de los tallos. Llegan a una longitud de 2 a 4,5 centímetros y tienen un diámetro de 3 a 3,5 centímetros. Los frutos son esféricos a ovalados, de color verde pálido o blanco y teñido de rosa o rojo, son carnosos.
Podría ser una especie híbrida entre Ferocactus Glaucescens y Ferocactus Histrix.

## Distribución
Ferocactus echidne se encuentra en los estados mexicanos de Hidalgo, San Luis Potosí, Querétaro, Nuevo León, Tamaulipas y Guanajuato.

## Taxonomía
Ferocactus echidne fue descrita por (DC.) Britton & Rose y publicado en The Cactaceae; descriptions and illustrations of plants of the cactus family 3: 135, f. 144, en el año 1922.
Etimología
Ferocactus: nombre genérico que deriva del adjetivo latíno "ferus" = "salvaje" , "indómito" y "cactus", para referirse a las fuertes espinas de algunas especies.
echidne epíteto
Variedades
- Ferocactus echidne var. echidne
- Ferocactus echidne var. rhodanthus G.Unger
- Ferocactus echidne var. victoriensis (Rose) G.E.Linds.

Sinonimia
- Echinocactus rafaelensis
- Ferocactus rhodanthus
- Echinocactus dolichacanthus Lem.
- Echinocactus dolichacanthus var. minor Lem.
- Echinocactus echidne DC.
- Echinocactus echidne var. gilvus (A.Dietr.) Salm-Dyck
- Echinocactus echidne f. gilvus (A.Dietr.) K.Schum.
- Echinocactus gilvus A.Dietr.
- Echinocactus vanderaeyi Lem.
- Echinocactus victoriensis Rose
- Echinofossulocactus echidne (DC.) Lawr.
- Echinofossulocactus vanderaeyi (Lem.) Lawr.
- Ferocactus echidne var. rhodanthus G.Unger
- Ferocactus echidne var. victoriensis (Rose) G.E.Linds.
- Ferocactus rafaelensis (J.A.Purpus) Borg
- Ferocactus victoriensis (Rose) Backeb.[2][3][4]